# Monotypisk
Ej att förväxla med trycktekniken monotypi.
Monotypisk är ett taxonomiskt begrepp som innebär att en grupp bara har en biologisk typ. Termen används något olika inom botanik och zoologi.
Inom evolutionär biologi är taxonomi en representationsform för kunskapen om ett taxons fylogeni. Därför undviker man ofta att beskriva ett taxon som monotypiskt, såvida det inte är motiverat utifrån fylogenetiska bevis som fossil eller slutledningar av kladistiska analyser.

## Botanik
Ett monotypiskt taxon inom botanik är ett taxon som bara omfattar en art. Exempelvis är Ginkgo ett monotypiskt släkte och Ginkgoaceae är en monotypisk familj. Det är felaktigt att använda termen om arter som beskrivs utifrån flera olika typer. Vissa arter kan bestå av flera underarter eller andra taxon på en lägre taxonomisk nivå. Ett exempel på det senare är familjen Cephalotaceae, som bara omfattar den enda arten Cephalotus follicularis.

## Zoologi
Ett monotypiskt taxon inom biologi är ett taxon som bara omfattar ett taxon på den närmsta lägre taxonomiska nivån. Exempelvis omfattar ett monotypiskt släkte bara en art. Släktet Tarsius är monotypiskt inom familjen Tarsiidae, som också är monotypisk inom ordningen Tarsiiformes. Ett exempel på en monotypisk art är hyacintara (Anodorhynchus hyacinthinus), som inte delas upp i några underarter. Det kan jämföras med skäggmes (Panurus biarmicus) som är inte en monotypisk art eftersom den delas upp i en mängd underarter, men som ingår i det monotypiska släktet Panurus (som är monotypiskt eftersom det bara omfattar en art).